# P. J. Walker
Pour les articles homonymes, voir Walker.
(en) Statistiques sur pro-football-reference
Phillip Walker Jr., souvent appelé P. J. Walker, (né le 26 février 1995 à Elizabeth au New Jersey) est un joueur américain de football américain évoluant à la position de quarterback. 
Il joue pour les Browns de Cleveland dans la National Football League (NFL).

## Biographie

### Carrière universitaire
Il a étudié à l'université Temple et a joué pour les Owls de 2013 à 2016. 
Après avoir commencé sa première saison universitaire comme quarterback remplaçant de Connor Reilly, il devient titulaire plus tard dans la saison. En neuf parties, il lance pour 2 084 yards à la passe et marque 20 touchdowns à la passe contre 8 interceptions, en plus de marquer 3 autres touchdowns à la course. Il reste titulaire pour les trois saisons suivantes et termine sa carrière universitaire en tant que meneur de l'histoire des Owls sur les yards à la passe et les passes de touchdown,.

### Carrière professionnelle
Il n'est pas sélectionné par une équipe lors de la draft 2017 de la NFL, mais signe avec les Colts d'Indianapolis. Il ne parvient pas à se faire une place dans l'effectif principal, mais signe au sein de leur équipe d'entraînement lors du début de la saison 2017 ; il y restera durant trois saisons. 
En octobre 2019, il est sélectionné lors de la draft de la XFL, ligue nouvellement formée, et rejoint l'équipe des Roughnecks de Houston. Il marque 4 touchdowns à la passe lors de son premier match professionnel, contre les Wildcats de Los Angeles. Il continue les bonnes performances lors des parties suivantes et son équipe est toujours invaincue après la 5e semaine. Néanmoins, la pandémie de Covid-19 force la XFL à annuler le restant de la saison. Walker menait à ce moment la ligue sur les yards à la passe et les touchdowns à la passe. 
Autorisé à signer avec une équipe de la NFL, il rejoint en mars 2020 les Panthers de la Caroline avec un contrat de deux ans et y retrouve l'entraîneur principal Matt Rhule, qui étant son entraîneur à Temple. Il réussit à intégrer l'effectif principal des Panthers lors du début de la saison 2020 en tant que quaterback remplaçant. Après une blessure de Teddy Bridgewater, il est titularisé lors de la 11e semaine contre les Lions de Détroit. Dans la victoire de 20 à 0, il lance pour 258 yards et marque un touchdown à la passe, mais se fait intercepter à deux reprises.
Il quitte la Caroline après la saison 2022, mais signe ensuite un contrat de deux ans avec les Bears de Chicago où il est en compétition avec Nathan Peterman et Tyson Bagent pour être le suppléant de Justin Fields. Bagent gagne sa place avec l'équipe après une bonne présaison, et Walker est libéré. Il signe alors avec le practice squad des Browns de Cleveland où il remplace Kellen Mond, candidat présumé pour le poste de quarterback du practice squad. Il est promu à l'équipe première lors de la quatrième semaine de la saison dû à l'absence de Deshaun Watson. La semaine suivante contre les 49ers, Walker est de nouveau élevé. Il est nommé quarterback partant pour la rencontre, son premier départ avec l'équipe. Face à une équipe invaincue dans la saison, Walker lance deux interceptions, l'une à Fred Warner et l'autre à Deommodore Lenoir, mais mène tout de même l'équipe à une victoire de 19 à 17.